# (1572) Posnania
Pour l’article homonyme, voir Posnania.
(1572) Posnania est un astéroïde de la ceinture principale. Il a été ainsi baptisé en référence à Poznań, ville de l'ouest de la Pologne, située sur la Warta. Ses découvreurs sont Andrzej Kwiek et Jerzy Dobrzycki.